# Mătișești (Csurulyásza község)
Mătișești falu Romániában, Erdélyben, Fehér megyében. Közigazgatásilag Csurulyásza községhez tartozik.
A DN74-es főútról leágazó DC268-as községi úton közelíthető meg.
Az 1956-os népszámlálás előtt Buninzsina része volt. 1956-ban 152, 1966-ban 212, 1977-ben 203, 1992-ben 179, 2002-ben 150 román lakosa volt. A faluban majdnem mindenkinek Mateş a családneve.